# Kahperusvaara
Kahperusvaara är ett berg i Finland. Det ligger i Enontekis i landskapet Lappland, i den norra delen av landet, 1 000 km norr om huvudstaden Helsingfors. Toppen på Kahperusvaara är 1 140 meter över havet, eller 132 meter över den omgivande terrängen. Bredden vid basen är 1,9 km.
Terrängen runt Kahperusvaara är huvudsakligen lite kuperad.  Trakten runt Kahperusvaara är nära nog obefolkad, med mindre än två invånare per kvadratkilometer. Närmaste större samhälle är Kilpisjärvi, 18,2 km väster om Kahperusvaara. Omgivningarna runt Kahperusvaara är i huvudsak ett öppet busklandskap.